# Interstate 684
Pour les articles homonymes, voir Route 684.
L'Interstate 684 (I-684) est une autoroute auxiliaire de 28,47 miles (45,82 km) de l'État de New York, un très court segment passant dans le Connecticut. L'autoroute relie l'I-84 à l'I-287 ainsi qu'à la Hutchinson River Parkway, permettant de relier les banlieues nord de New York à la ville.

## Description du tracé

### Cross-Westchester Expressway jusqu'à Saw Mill River Parkway
En direction nord, l'I-684 débute avec deux segments. Le segment principal, celui qui est officiellement désigné I-684, débute à la limite de White Plains–Harrison à la sortie 9A de l'I-287. Le second segment, officiellement désigné comme New York State Route 984J (NY 984J) débute à Harrison au nord de la sortie 16A de la Hutchinson River Parkway. À l'endroit où les deux segments se rejoignent, l'autoroute se dirige vers le nord dans un corridor boisé en longeant le Century Country Club à l'ouest et des résidences à l'est. L'I-684 passe à l'ouest de l'Aéroport du comté de Westchester avant d'arriver à la limite avec le Connecticut.

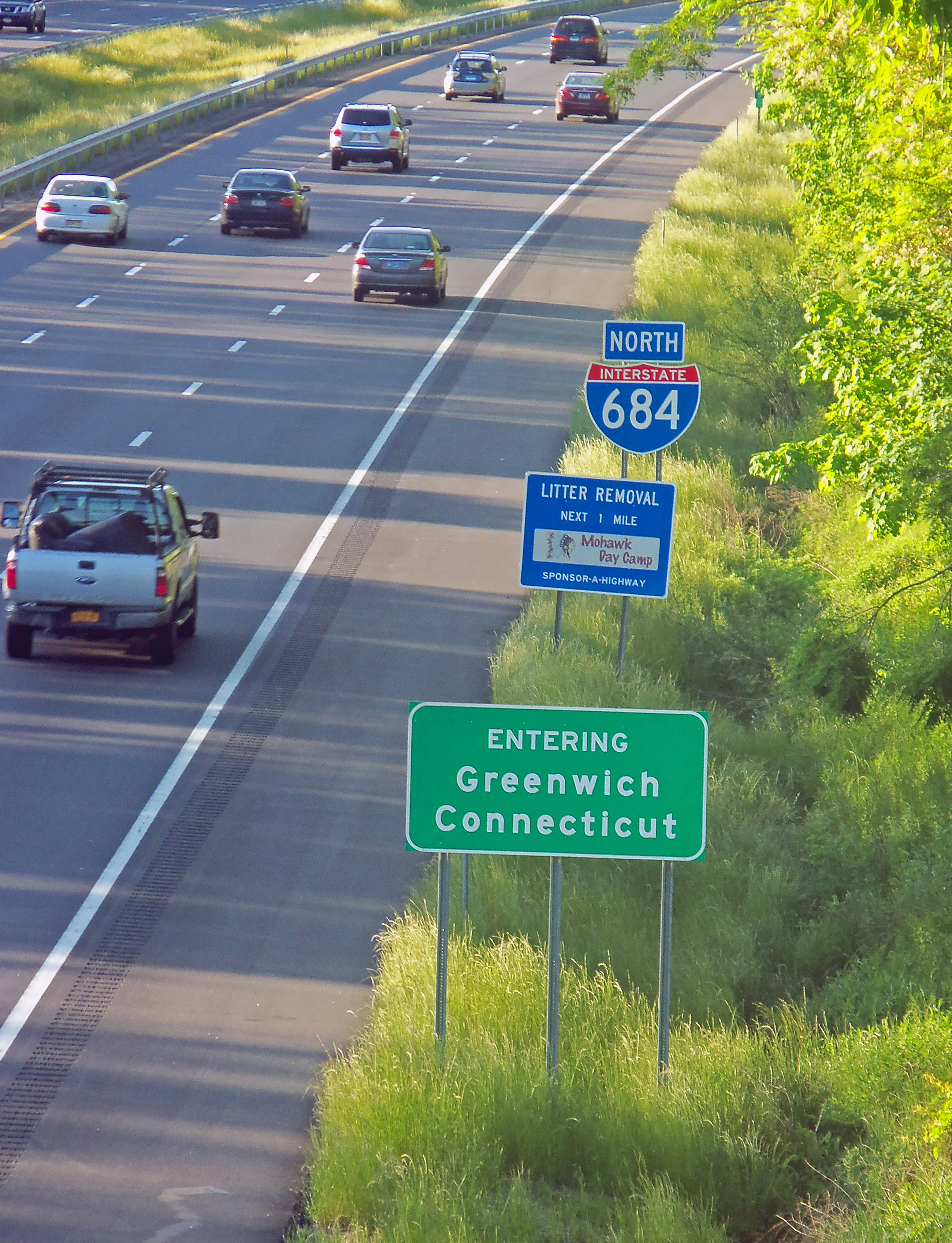
Panneaux à l'entrée au Connecticut.

Dans le Connecticut, il n'y a pas de sortie. Après un mile (1,6 km) dans l'État, l'I-684 entre à nouveau dans l'État de New York, dans la ville de North Castle. Elle croise la NY 22 qu'elle longera tout au long de son tracé.
L'autoroute poursuit vers le nord. Elle passe près du Bedford Hills Correctional Facility for Women, l'une des deux prisons de l'État pour les femmes. L'autoroute atteint la Saw Mill River Parkway, la première intersection importante depuis son début..

### Saw Mill River Parkway to Brewster
La Saw Mill arrive du sud-ouest. Elle s'intègre à l'I-684 et l'autoroute poursuit son trajet vers le nord. Aux alentours de Croton Falls, l'autoroute se dirige vers le nord-est jusqu'à son terminus final. Elle rencontre l'I-84 à Brewster et elle se termine officiellement un peu au nord de l'I-84 à la rencontre avec la NY 22.

## Liste des sorties

### I-684
Les numéros de sorties de l'I-684 sont séquentiels, bien que le NYSDOT est en train de faire la transition pour des numéros de sortie basés sur la distance. Aucun plan n'est annoncé pour convertir les numéros de l'I-684.
| Interstate 684    |                              |                     |                     |                                            |                                                             |                                                                      |
| Comté             | Municipalité                 | mi                  | km                  | Sortie                                     | Intersections / Destinations                                | Notes                                                                |
| Westchester, NY   | Limite White Plains–Harrison | 0,00                | 0,00                | —                                          | I-287 – Rye, White Plains                                   | Sortie 9A de l'I-287; sortie 16A de HRP                              |
| Westchester, NY   | Limite White Plains–Harrison | 0,15                | 0,24                | —                                          | Westchester Avenue                                          | Sortie 9A de l'I-287; sortie 16A de HRP                              |
| Westchester, NY   | Harrison                     | 1,23                | 1,98                | 1                                          | Hutchinson River Parkway (en) sud – New York                | Sortie 9A de l'I-287; sortie 16A de HRP                              |
| Westchester, NY   | North Castle                 | 4,18                | 6,73                | 2                                          | NY 120 (en) – Aéroport du comté de Westchester              |                                                                      |
| Fairfield, CT     | Pas d'intersections          | Pas d'intersections | Pas d'intersections | Pas d'intersections                        | Pas d'intersections                                         | Pas d'intersections                                                  |
| Westchester, NY   | North Castle                 | 7,63                | 12,28               | 3                                          | NY 22 (en) – Bedford, Armonk                                | Indiqué sortie 3N (nord) et 3S (sud) en direction nord               |
| Westchester, NY   | Bedford                      | 12,72               | 20,47               | 4                                          | NY 172 (en) – Bedford, Mount Kisco                          |                                                                      |
| Westchester, NY   | Bedford                      | 14,86               | 23,91               | Aire de repos de Bedford (direction sud)   | Aire de repos de Bedford (direction sud)                    | Aire de repos de Bedford (direction sud)                             |
| Westchester, NY   | Bedford                      | 16,94               | 27,26               | 5                                          | Saw Mill River Parkway (en) sud vers NY 117 (en) – New York | Sortie direction sud, entrée direction nord                          |
| Westchester, NY   | Bedford                      | 17,55               | 28,24               | 6                                          | NY 35 (en) – Cross River, Katonah                           |                                                                      |
| Westchester, NY   | Lewisboro                    | 20,01               | 32,20               | 6A                                         | NY 22 (en) vers NY 138 (en) – Goldens Bridge                | Sortie direction nord vers NY 22; entrée direction sud depuis NY 138 |
| Westchester, NY   | North Salem                  | 22,48               | 36,18               | 7                                          | NY 116 (en) – Purdys, Somers                                | Sortie direction nord, entrée direction sud                          |
| Westchester, NY   | North Salem                  | 23,93               | 38,51               | 8                                          | Hardscrabble Road – Croton Falls                            |                                                                      |
| Putnam, NY        | Brewster                     | 25,30               | 40,72               | Aire de repos de Brewster (direction nord) | Aire de repos de Brewster (direction nord)                  | Aire de repos de Brewster (direction nord)                           |
| Putnam, NY        | Brewster                     | 28,21               | 45,40               | 9                                          | I-84 – Newburgh, Danbury                                    | Indiqué sortie 9E (est) et 9W (ouest); sortie 68 de l'I-84           |
| Putnam, NY        | Brewster                     | 28,47               | 45,82               | 10                                         | US 6 / US 202 / NY 22 (en) sud – Brewster                   |                                                                      |
| Putnam, NY        | Southeast                    | 28,53               | 45,91               | —                                          | NY 22 (en) nord – Pawling                                   |                                                                      |
| - Accès incomplet |                              |                     |                     |                                            |                                                             |                                                                      |

### NY 984J
| NY 984J     |              |      |      |        |                                              |                         |
| Comté       | Municipalité | mi   | km   | Sortie | Intersections / Destinations                 | Notes                   |
| Westchester | Harrison     | 0,00 | 0,00 |        | Hutchinson River Parkway (en) sud – New York | Sortie 16A de HPP nord  |
| Westchester | Harrison     | 0,40 | 0,64 | —      | Manhattanville Road                          |                         |
| Westchester | Harrison     | 1,53 | 2,46 |        | I-684 nord – Brewster                        | Sortie 1 de l'I-684 sud |
|             |              |      |      |        |                                              |                         |